# Rfissa
La rfissa (in arabo رفيسة‎?), chiamata anche trid, è una specialità culinaria tipica del Marocco, a base di msemmen, brodo di cipolle, zenzero, coriandolo, zafferano, ras el hanout e fieno greco (tifiḍas in lingua berbera, halba in arabo maghrebino). È accompagnato da carne  di pollo.
Per tradizione, la pietanza viene preparata in occasione di nuove nascite, e viene offerta alle nuove madri.